# Zero Tolerance Entertainment
Zero Tolerance Entertainment — американська порнографічна кіностудія. Має дві дочірні компанії — студії Third Degree Films і Black Ice. Фільми студії, як правило, класифікуються як гонзо-порнографія.

## Історія
Компанія була заснована в 2002 році. Назву було вибрано тому, що компанія зобов'язалася мати «нульову терпимість до поганого порно». Першим релізом ZT став who's Your Daddy Part One. У 2005 році ZT представила сестринське студію Black Ice, яка спеціалізується на чорно-білому і міжрасовому контенті. У 2006 році компанія подала позов проти AdultsAllowed.com, стягнувши понад 15 мільйонів доларів США за шкоду, заподіяну порушенням авторських прав. У 2006 році компанія почала включати бонус на іспанською мовою на всіх своїх DVD-дисків, намагаючись задіяти все більш важливу іспаномовну аудиторію в США і Латинській Америці. У 2007 році компанія підписала угоду з Hustler TV про надання свого контенту на каналі в Північній і Південній Америці. У 2008 році ZT подала в суд на сайт оренди DVD Movixo Inc., звинувативши у піратстві DVD. Справу було врегульовано поза суду за 15 мільйонів доларів. У тому ж році ZT випустила перший порнографічний High-Definition інтерактивний DVD-реліз, інтерактивний секс з Брі Олсон.

## Премії
- 2005 AVN Award — 'Best Oral-Тематичний Series' for Blow Me Sandwich[10]
- 2006 AVN Award — 'Best Oral-Тематичний Feature' for Blow Me Sandwich 7[10]
- 2007 Adam World Film Guide Award — 'Best Interactive Sex Movie' for Interactive Sex With Courtney Cummz[11]
- 2007 Adam World Film Guide Award — 'Best Girl Girl Vignette Series' for Girlvana 2[11]
- 2007 Adam World Film Guide Award — 'Best 2-On-1 Series' for Double Decker Sandwich[11]
- 2008 AVN Award — 'Best All-Girl Release' for Girlvana 3[12]
- 2008 AVN Award — 'Best Interactive DVD' for Interactive Sex with Jenna Haze[12]
- 2009 AVN Award — 'Best All-Girl Release' for Girlvana 4[13]
- 2013 XBIZ Award Nominee — 'Studio of the Year', 'All Sex Release of the Year' for Chanel Preston: No Limits and 'All Sex Series of the Year' for No Limits[14]